# Val di Neto
La val di Neto è assieme alla valle del Crati la principale valle Calabrese.

## Geografia fisica
Costituita da quindici comuni, è solcata per intero dal fiume Neto, dalle sorgenti fino alla foce.
La valle si può idealmente dividere in due parti: l’alta val di Neto e la bassa val di Neto. La alta val di Neto si trova nel cuore della Sila ad oltre 1000 metri di quota ed ha un clima appenninico, con estati fresche ed inverni solitamente rigidi e nevosi; la bassa valle inizia all’incirca nei pressi di Santa Rania (frazione di Caccuri) ed ha un clima mediterraneo.

### Valli secondarie

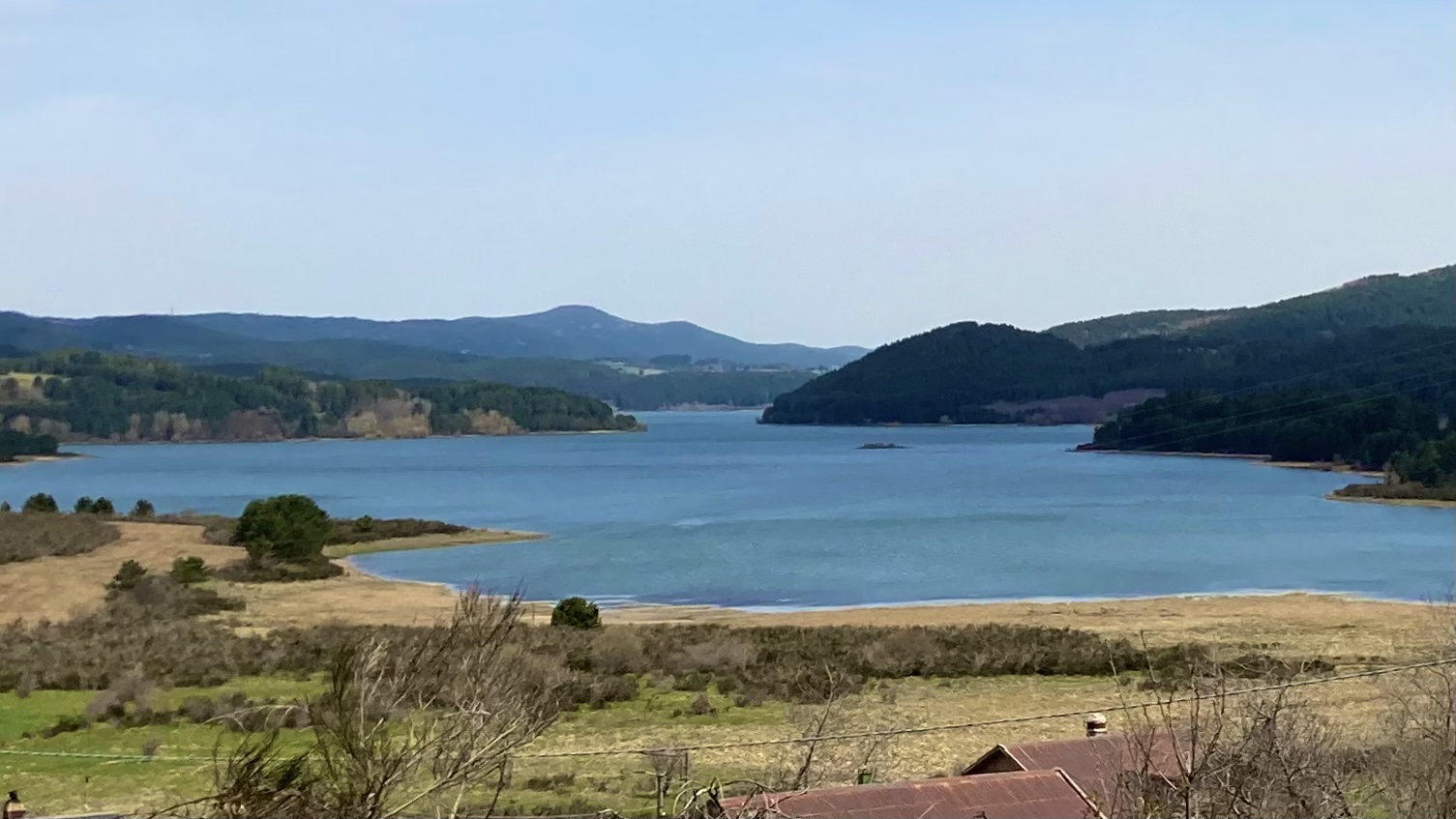
Il lago Arvo

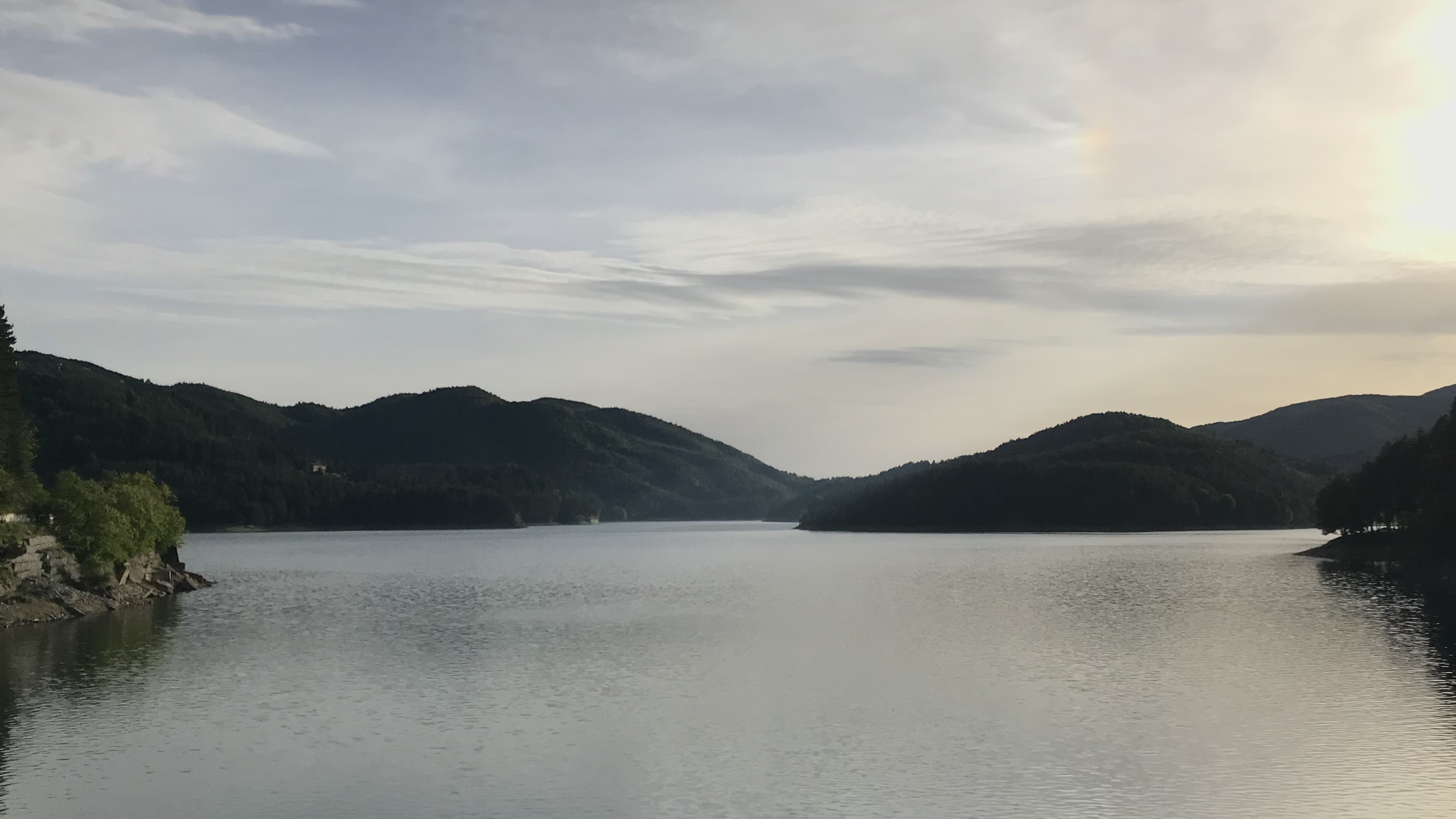
Il lago Ampollino

Le valli secondarie sono quelle solcate dagli affluenti del Neto: le principali sono quelle dell’Arvo e dell’Ampollino, entrambe ospitanti un lago.

## Luoghi d’interesse
- Il centro storico di San Giovanni in Fiore con l’abbazia Florense.
- Il borgo di Caccuri, inserito nel circolo dei più belli d’Italia.
- Il borgo fantasma Fantino.
- Le rovine di Acerenthia.
- Il borgo di Santa Severina, inserito nel circolo dei più belli d’Italia.
- Le terme di Bruciarello e di Repole.
- Le grotte di Verzino, le seconde in Italia per sviluppo planimetrico superiore ai due chilometri.
- Gli insediamenti rupestri di Casabona.
- I diapiri salini di Zinga.